# Apterostigma auriculatum
Apterostigma auriculatum é uma espécie de inseto do gênero Apterostigma, pertencente à família Formicidae.

## Taxonomia
A espécie foi descrita pelo entomólogo William Morton Wheeler em 1925. Fora a subespécie nominotípica (A. a. auriculatum), a Encyclopedia of Life lista outras duas subespécies como reconhecidas:
- A. auriculatum icta Weber 1937
- A. auriculatum petiolatum Weber 1938